# گریت دنهام
گریت دنهام (به انگلیسی: Great Denham) یک روستا و محله مدنی در بریتانیا است که در Bedford واقع شده‌است. گریت دنهام ۱٬۵۵۳ نفر جمعیت دارد.